# Himalcoelotes subsherpa
Himalcoelotes subsherpa là một loài nhện trong họ Amaurobiidae.
Loài này thuộc chi Himalcoelotes. Himalcoelotes subsherpa được Jia-Fu Wang miêu tả năm 2002.